# San Antonio de Ureca
San Antonio de Ureca, también conocido como Ureka o Ureca es un pueblo en provincia de Bioko Sur, al sur de Malabo en la isla de Bioko, a 32 km de la costa occidental de África, en el Golfo de Guinea. La ciudad se encuentra en la isla que representa la parte más septentrional de la República de Guinea Ecuatorial.

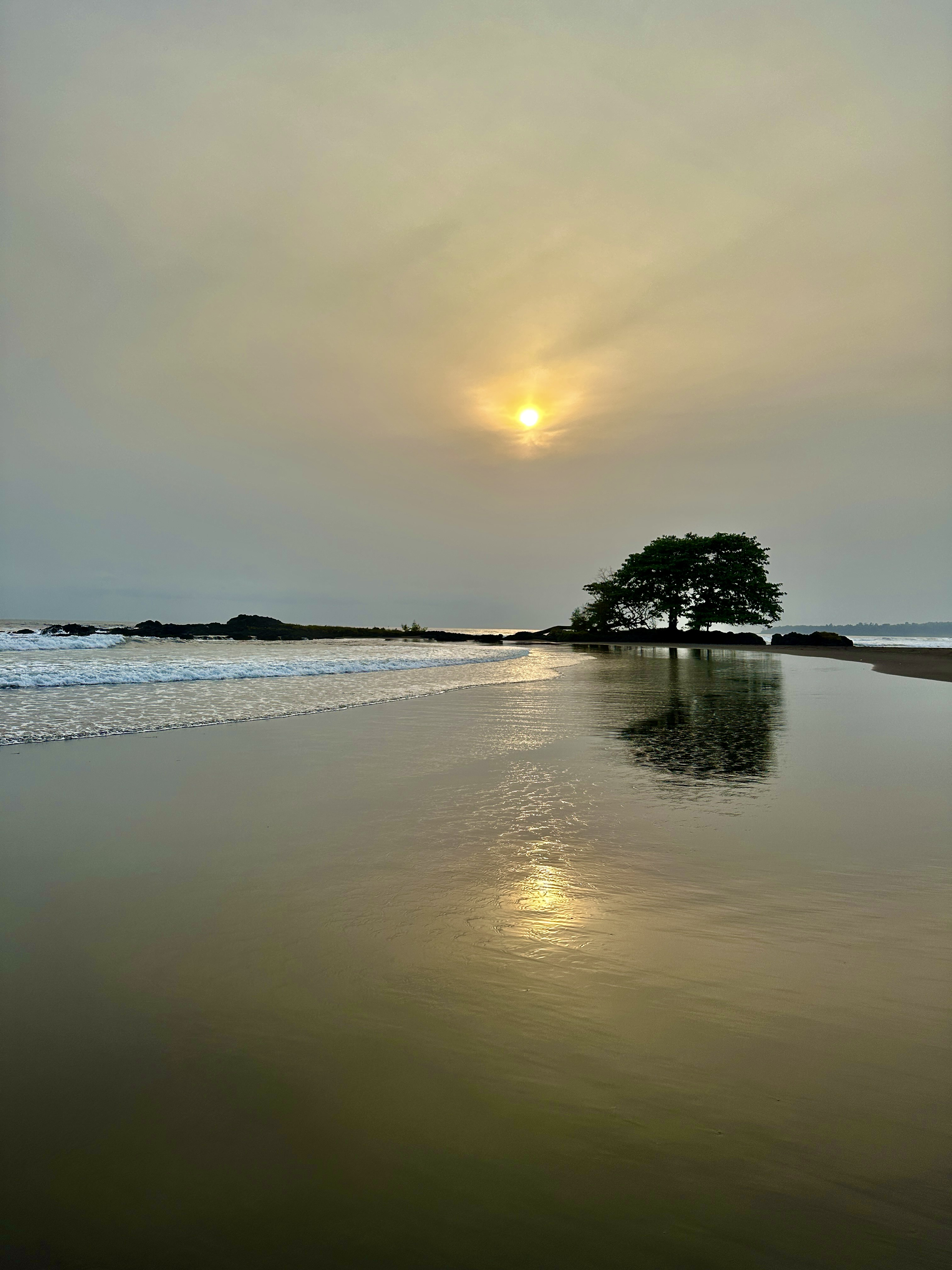
Playa en Ureca.

La ciudad de Ureka se incluye entre las zonas más húmedas del mundo, recibe alrededor de 10.450 milímetros (418 pulgadas) de lluvia al año.
Es el lugar más húmedo en África, seguido de cerca por Debundscha, otra ciudad húmeda en el vecino Camerún, que recibe cerca de 10.299 milímetros (411.96 pulgadas) de lluvia al año.